# Pruïna

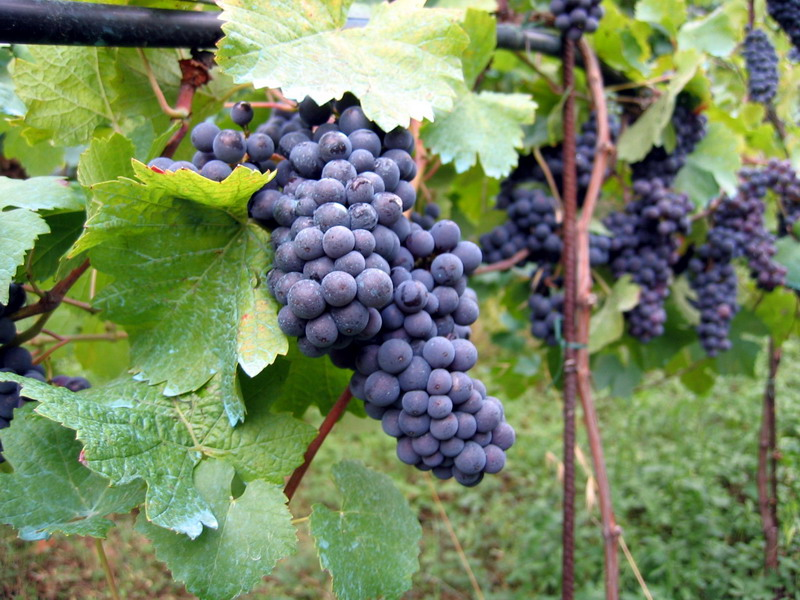
En els grans de raïm la pruïna és la capa grisenca, que fàcilment es pot treure, que en recobreix els grans madurs i facilita la vinificació

La pruïna del llatí pruina o cera epicuticular en botànica és una coberta que principalment consisteix en una cadena d'hidrocarbonis alifàtics amb una varietat de grups substituïts que serveix per disminuir la pèrdua d'humitat i la degradació. Exemples són la parafina de les fulles del pèsol i la col. els èsters alquil de la palmera carnauba i la banana. l'alcohol secundari asimètric 10-nonacosanol en la majoria de coníferes com el Ginkgo biloba i la Picea de Sitka, moltes de les Ranunculaceae, Papaveraceae i Rosaceae i algunes molses, alcohols secundaris simètrics en les Brassicaceae incloent Arabidopsis thaliana, alcohol primaris (principalment octacosan-1-ol) en moltes gramínies Poaceae, Eucalyptus i lleguminoses entre molts d'altres grups de plantes, β-diquetones en moltes herbes, Eucalyptus, boix Buxus i les Ericaceae, aldehids en les fulles joves del faig, canya de sucre i llimones i triterpens en la cera de fruits com la poma, pruna i raïm
Aquests compostos són majoritàriament solubles en solvents orgànics com el cloroform i hexà però en algunes espècies poden ser compostos insolubles. Els extractes de la cutícula contenen tant ceres cuticulars com epicuticulars i la cera epicuticular pot ser aleshores aïllada per mètodes mecànics.